# 剑桥大学工程系

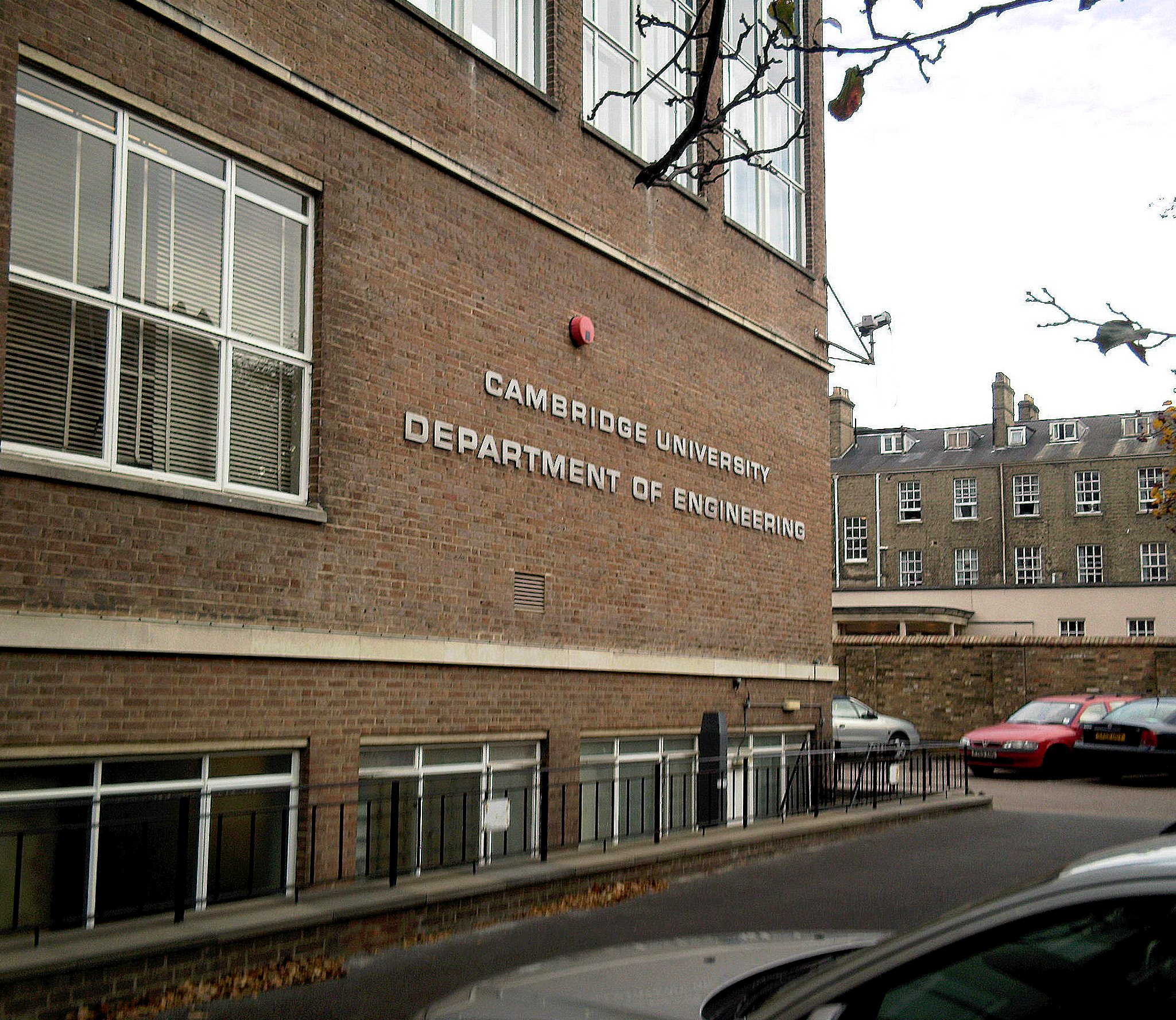
剑桥大学工程系

剑桥大学工程系（英文：Cambridge University Engineering Department）是剑桥大学最大的科系之一，由詹姆斯·斯图尔特于1875年建立。工程系的主体建筑坐落于剑桥市中心南侧的特拉平顿街上, 是剑桥工程专业教学和研究的中心。工程系的现任院长是大卫·卡德威尔教授。

## 建筑
剑桥大学工程系在剑桥拥有很多的建筑：
- 主体建筑位于特拉平顿街南侧，大多数的本科生教学都会在此进行。最早的英格利斯楼于1945年建成，紧随其后的是贝克楼于1952年竣工。
- 制造研究所，是工程系制造和管理部的所在地，位于米尔巷。该部是工程系最大的分支，负责制造工程本科教学，工业系统哲学硕士课程，制造和管理，以及体验制造业领袖计划。
- 惠特尔实验室（其中叶轮机实验室于1973年建立）和先进光电子中心位于剑桥西区。

## 著名学者
- 弗兰克·惠特尔，喷气发动机发明者。
- 尼古拉斯·帕特里克，美国国家航空航天局宇航员。
- 亚历克·布罗厄斯，纳米科技先驱。
- 伊恩·利德尔，千年巨蛋设计师。
- 安迪·霍珀，橡子计算机公司创始人。
- 哈利·里卡多，内燃机先驱。
- 梅尔维·琼斯，证实流线型结构对飞机设计的重要性。
- 约翰·贝克，设计塑性理论的开发者。